# Tidemann Evinghusen
Tidemann Evinghusen (* in Lübeck; † 1483 ebenda) war Kaufmann und Ratsherr der Hansestadt Lübeck.

## Leben
Tidemann Evinghusen war Sohn des Lübecker Bürgers Heinrich Evinghusen. Als Kaufmann gehörte er der Kaufleute-Kompagnie an. Er wurde 1472 in den Lübecker Rat erwählt und vertrat die Stadt auf dem Hansetag 1476 in Lübeck. 1480 und 1481 fungierte er als Kämmereiherr der Stadt. Evinghusen wurde 1479 Mitglied der patrizischen Zirkelgesellschaft. Er war verheiratet mit Catharina geb. Lange und bewohnte das Hausgrundstück Johannisstraße 11. Er stiftete 1483 den später Von-Höveln-Gang genannten Wohngang in der Wahmstraße 73/75.